# Hajnówka (Smolnica)
Hajnówka (niem. do 1945 r. Herrnhausen) – kolonia wsi Smolnica w Polsce, położona w województwie zachodniopomorskim, w powiecie myśliborskim, w gminie Dębno. Wchodzi w skład sołectwa Smolnica. 
W latach 1975–1998 kolonia administracyjnie należała do woj. gorzowskiego.
Według danych z 2015 r. kolonia liczyła 24 mieszkańców.

## Nazwa
Herrenhausen 1850, Herrnhausen 1893, Górka 1945, Hajnówka 1948

## Ludność
Ludność w ostatnich 3 stuleciach:

## Edukacja
Uczniowie uczęszczają do szkoły podstawowej oraz gimnazjum w Smolnicy.